# الجيش الثالث (فيرماخت)
الجيش الثالث (بالألمانية: 3. Armee)‏ ARMEE كان الجيش الميداني الألماني الذي قاتل خلال الحرب العالمية الثانية.

## القادة
|  | {{{officeholder}}} |

 قائد
| <abbr title="<nowiki>Number</nowiki>">لا. |                   | تولى منصبه                                                    | ترك المكتب    | الوقت في المكتب |         |
| ----------------------------------------- | ----------------- | ------------------------------------------------------------- | ------------- | --------------- | ------- |
| 1                                         | Georg von Küchler | General der Artillerie </br> جورج فون كوشلر </br> (1881-1968) | 1 سبتمبر 1939 | 5 نوفمبر 1939   | 65 أيام |